# Adolf Vizjak
Adolf Vizjak, slovenski fotograf, ravnatelj Bratovske skladnice v Trbovljah, * 9. julij 1891, Zgornja Ponikva, † 12. marec 1945, Dachau, Nemčija.

## Življenje in delo
Adolf Emilijan Vizjak se je rodil 9. julija 1891 v Zgornji Ponikvi. Oče Karol Vizjak (1865-1925) je bil nadučitelj na osnovni šoli v Zgornji Ponikvi. Adolf Vizjak je nižjo gimnazijo obiskoval v Celju, nato pa učiteljišče v Mariboru, ki ga je zaključil z maturo leta 1912. Istega leta se je zaposlil kot provizorni učitelj na štirirazredni osnovni šoli v Ljubečni. V času prve svetovne vojne je opravil izobraževalni kurz iz bančništva in zavarovalništva za oficirje, ki ga je organizirala C. kr. vojna komanda Gradec v sodelovanju s C. kr. Trgovsko akademijo v Gradcu, nato pa je izobraževanje nadaljeval v Pragi.
Leta 1919 se je zaposlil kot uradnik v Podružnici Ljubljanske kreditne banke v Celju, leta 1920 pa je nastopil službo pri Mariborski eskomptni banki (kasneje Jugoslovanska Union banka, Podružnica Maribor). V Celju se je poročil z Branko Hočevar (1900-1988). Leta 1923 ga je ravnateljstvo Slavenske banke, ki je prevzela Jugoslovansko Union banko Beograd, imenovalo za vodjo izpostave Slavenske banke v Škofji Loki, kjer se je rodila hčerka Nevenka.
Leta 1926 je v samozaložbi izdal knjigo Korespondenčni tečaj za sugestivno in hipnotično tehniko  in leta 1927 prav tako v samozaložbi knjigo Hipnotizem, sugestije, couétizem. Hipnoza ga je zanimala zgolj osebno, poklicno pa se s temi tehnikami ni ukvarjal. Po zlomu Slavenske banke se je leta 1927 zaposlil kot ravnatelj Bratovske skladnice v Trbovljah, zavarovalniške ustanove namenjene socialnemu zavarovanju delavcev v tamkajšnjem rudniku. Sodeloval je z dr. Antonom Cizljem, ki je vodil Splošno bolnico v Trbovljah od leta1925 do okupacije leta 1941. V Trbovljah se je  leta 1929 rodil sin Uroš.
Druga svetovna vojna
19. aprila 1941 je Adolfa Vizjaka v Trbovljah aretiral nemški Gestapo. Odpeljali so ga v Celje v zloglasni zapor Stari pisker, kjer so ga mučili do 11. junija 1941. Domov v Trbovlje je prišel ob 21. uri, že ob 1. uri ponoči 12. junija pa je v stanovanje vdrl Gestapo, ki je celo družino odpeljal v zapor v Mariboru v Meljsko kasarno, od koder so bili izseljeni s transportom iz Rajhenburga (Brestanica) v južno Srbijo. Ribarska Banja, kjer so bili, je postala prizorišče hudih bojev. Partizani so  Slovencem svetovali, da kraj zapustijo. Adolf Vizjak se je z družino odločil oditi v Kočevje, kamor so marca 1942 prispeli. V Kočevju, kjer je deloval rudnik rjavega premoga, je dobil službo pri tamkajšnji Bratovski skladnici. V Kočevju so že bili v službah nekateri znanci, ki so bili istočasno z njimi izgnani v Srbijo, med njimi tudi dr. Anton Cizelj, ki je bil leta 1941 izseljen v Čačak. Adolf Vizjak se je v Kočevju takoj vključil v delo OF. Po zasedbi Nemcev ga je Gestapo 4. novembra 1943 ponovno aretiral. V koncentracijsko taborišče Dachau je prišel 7. decembra 1943, kjer je postal zapornik številka 59671. Umrl je v Dachauu 12. marca 1945 zaradi pegavca.
Prezidij ljudske skupščine Ljudske republike Slovenije je 29. novembra 1950 izdal na predlog Zveze borcev Narodnoosvobodilne vojne za Vizjak Adolfa Spomenico v večen spomin na žrtve terorja fašističnih okupatorjev in njihovih hlapcev. Na spominskem obeležju OF v Zavodu za zdravstveno zavarovanje Slovenije (ZZZS), Miklošičeva cesta 24, Ljubljana je njegovo ime vklesano poleg 24 imen »junakov, ki so za svobodo domovine dali svoja življenja 1941-1945«.

## Umetniška in dokumentarna fotografija
Adolf E. Vizjak je veliko prostega časa posvetil umetniški in dokumentarni fotografiji. Bil je član Foto sekcije Trbovlje in predsednik fotografskega odseka podružnice Slovenskega planinskega društva (SPD) v Trbovljah. Najpogostejši motivi Adolfa Vizjaka so bili njegova družina, narava in pokrajina v različnih letnih časih, posebej veliko pozornosti pa je posvetil dokumentarni fotografiji trboveljskega rudnika.
Nekaj fotografij Adolfa Vizjaka je objavljenih v knjigi Slovenska fotografija, ki jo je leta 1935 izdal Fotoklub Ljubljana . Na naslovnicah revije Naš rod sta bili v šolskem letu 1938/1939 objavljeni njegovi fotografiji Tri radovedne muce in Šole je konec . Fotografija z naslovom Mrzlica v zimski obleki je objavljena v Planinskem zborniku , ki ga je Planinsko društvo Slovenije leta 1945 posvetilo »Spominu planincev partizanov, ki so žrtvovali svoje mlado življenje za svobodo slovenske domovine«. Na več fotografijah sta žena Branka in hčerka Nevenka v narodnih nošah, ki so v obdobju med obema svetovnima vojnama izražale slovensko narodno pripadnost in zavest. Fotografski odsek je leta 1932 je sodeloval na fotografski razstavi v Ljubljani, ki je bila prva jugoslovanska fotografska razstava, organizirana v okviru velesejemske prireditve Ljubljana v jeseni.